# 丞
【丞】 — китайський ієрогліф. Рідко використовується на письмі в японській мові..

## Значення
1. допомагати.
2. допомога; помічник.
3. приймати.
4. продовжувати.
5. просуватися.
6. (яп.) дзьō — помічники половів восьми міністерств  Імператорського уряду в 8—19 століттях.

Ключ: 1 (一 + 5);  Кількість рисок: 6.
Введення ієрогліфа методом цанзє: 弓水一 (NEM), X弓水一 (XNEM); Введення ієрогліфа чотирикутним методом: 17103. .

## Прочитання
| Китайська         |                   |                   |                   |                 |                 |
| Мандаринська мова | Мандаринська мова | Мандаринська мова | Мандаринська мова | Кантонська мова | Кантонська мова |
| чжуїнь            | піньїнь           | Вейд-Джайлз       | кирилиця          | ютпхін          | Єль             |
| ㄔㄥˊ             | chéng (cheng2)    | ch'eng2           | чен               | sing4           | sing4           |

| Корейська |             |                  |                   |                 |                |
|           | хангиль     | стара латинка    | нова латинка      | Єль             | кирилиця       |
| Звук:     | 승 증       | sŭng chŭng       | seung jeung       | sung cung       | син чин        |
| Назва:    | 정승 나아갈 | chǒngsǔng naagal | jeongseung naagal | cengsung naakal | чонсин наакаль |

| Японська |               |             |             |
|          | кана          | латинка     | кирилиця    |
| Он:      | しょう じょう | shō jō      | сьō дзьō    |
| Кун:     | たすける      | tasukeru    | тасукеру    |
| Ім'я:    | すけ すすむ   | suke susumu | суке сусуму |